# Alexander Nikiforowitsch Aksjonow

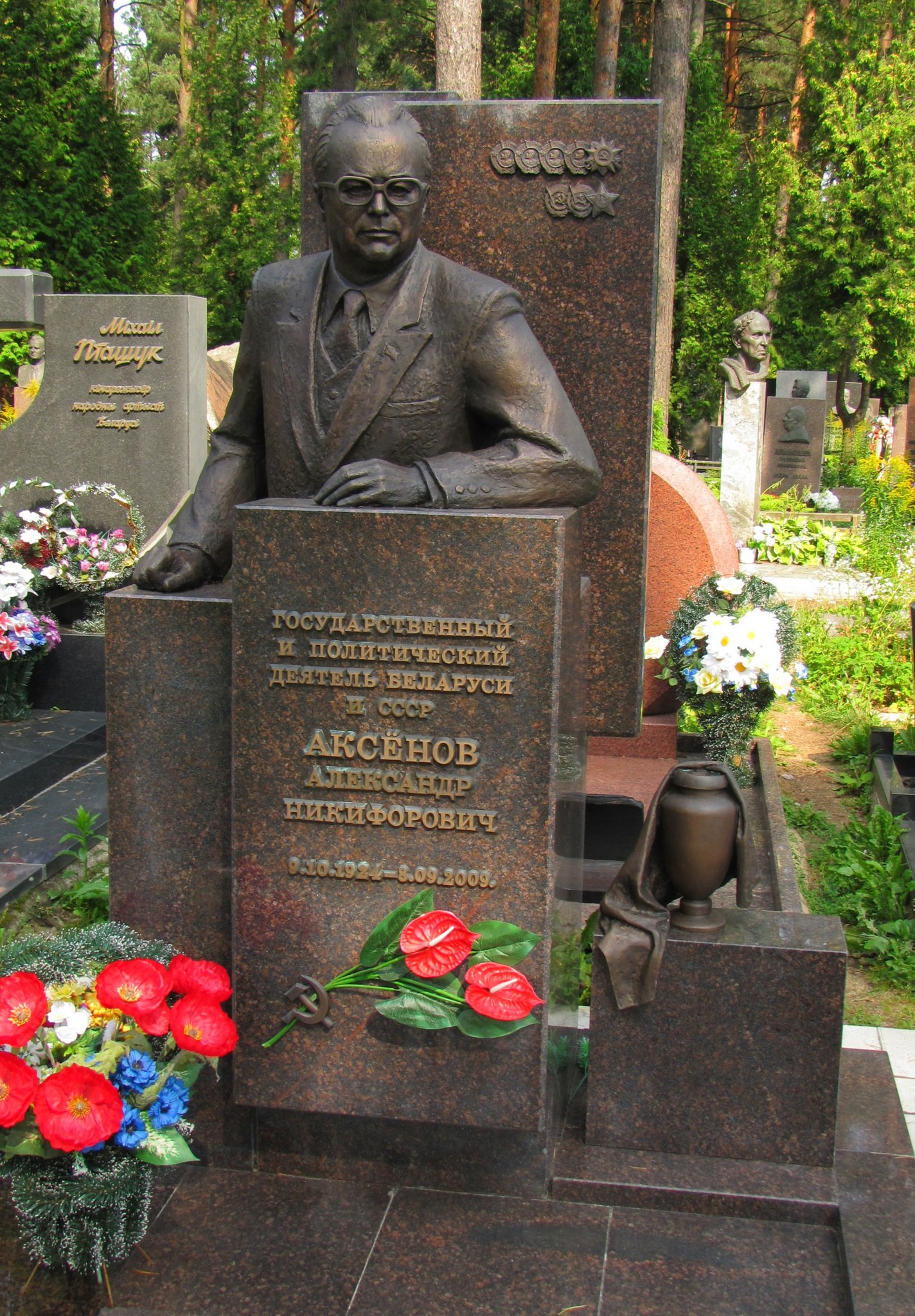
Grabstätte von Alexander Nikiforowitsch Aksjonow

Alexander Nikiforowitsch Aksjonow (russisch Александр Никифорович Аксёнов, belarussisch Аляксандар Нічыпаравіч Аксёнаў; * 9. Oktober 1924 in Kuntorowka, Rajon Wetka, Gomelskaja Oblast, Weißrussland; † 8. September 2009 in Minsk, Belarus) war ein sowjetischer Funktionär und Politiker der Kommunistischen Partei der Sowjetunion (KPdSU), der unter anderem zwischen 1978 und 1983 Vorsitzender des Ministerrates der Weißrussischen Sozialistischen Sowjetrepublik sowie von 1983 bis 1985 Botschafter in der Volksrepublik Polen war. Zuletzt fungierte er zwischen 1985 und 1989 als Vorsitzender des Staatlichen Komitees für Fernsehen und Rundfunk beim Ministerrat (Gostelradio).

## Leben
Alexander Nikiforowitsch Aksjonow arbeitete nach dem Abschluss der Höheren Pädagogischen Schule in Gomel zwischen 1941 und 1942 in einem Kolchos und leistete im Anschluss während des Deutsch-Sowjetischen Krieges von 1942 bis 1943 Militärdienst in der Roten Armee. 1944 wurde er hauptamtlicher Funktionär des Gesamtsowjetischen Leninschen Kommunistischen Jugendverbandes (Komsomol) der Weißrussischen Sozialistischen Sowjetrepublik, für den er nacheinander in Orenburg, Baranawitschy und Grodno tätig. 1945 trat er der Kommunistischen Allunions-Partei (Bolschewiki) (WKP(B)), der späteren KPdSU, bei und wurde 1956 Mitglied des Zentralkomitees (ZK) der KP der Weißrussischen SSR. Im Februar 1957 wurde er Erster Sekretär des ZK der Komsomol der Weißrussischen SSR und bekleidete diese Funktion bis Januar 1957. Im Januar 1957 wurde er Sekretär des ZK sowie zugleich Mitglied des Politbüros des ZK der KP der Weißrussischen SSR. Er war zudem Absolvent der Parteihochschule der KPdSU „Wladimir Iljitsch Lenin“ und übernahm 1959 den Posten als stellvertretender Vorsitzender des Komitees für Staatssicherheit KGB der Weißrussischen SSR.
Am 6. Juni 1960 wurde Aksjonow im Range eines Generalmajors Nachfolger von Sergej Iwanowitsch Sikorski Innenminister der Weißrussischen SSR und verblieb auf diesem Posten bis zum 15. Januar 1966, woraufhin Boris Tichonowitsch Schumilin seine Nachfolge antrat. Kurz zuvor löste er im Dezember 1965 Stanislaw Antonowitsch Pilotowitsch als Erster Sekretär des KP-Regionalkomitees der Witebskaja Oblast ab und bekleidete diese Funktion bis zu seiner Ablösung durch Sergej Michailowitsch Schabaschow im Juli 1971. Bereits am 24. Februar 1971 löste er Fjodor Anissimowitsch Surganow als Zweiter Sekretär des Zentralkomitees der Kommunistischen Partei Weißrusslands ab und behielt dieses Amt bis zum 4. Dezember 1978, woraufhin Wladimir Ignatjewitsch Browikow seine Nachfolge antrat.
Am 11. Dezember 1978 übernahm Alexander Aksjonow von Tichon Jakowlewitsch Kisseljow den Posten als Vorsitzender des Ministerrates der Weißrussischen Sozialistischen Sowjetrepublik und bekleidete diesen bis zu seiner abermaligen Ablösung durch Wladimir Ignatjewitsch Browikow am 8. Juli 1983. Nach Beendigung dieser Tätigkeit löste er 1983 Boris Iwanowitsch Aristow als Botschafter in der Volksrepublik Polen ab. Er war dort bis 1985 akkreditiert und wurde daraufhin wieder von Wladimir Ignatjewitsch Browikow abgelöst. Zuletzt wurde er am 16. Dezember 1985 Nachfolger von Sergej Georgijewitsch Lapin als Vorsitzender des Staatlichen Komitees für Fernsehen und Rundfunk beim Ministerrat (Gostelradio). Er hatte diese Funktion bis zum 16. Mai 1989 inne und wurde danach von Michail Fjodorowitsch Nenaschew abgelöst.

## Ehrungen und Auszeichnungen
Für seine langjährigen Verdienste wurde Alexander Nikiforowitsch Aksjonow mehrmals ausgezeichnet und erhielt unter anderem:
- Leninorden (4×)
- Orden der Oktoberrevolution
- Orden des Roten Banners der Arbeit (2×)
- Ruhmesorden III. Klasse
- Orden des Vaterländischen Krieges
- Medaille „Für die Verteidigung Stalingrads“
- Medaille „Für den Sieg über Deutschland im Großen Vaterländischen Krieg 1941–1945“
- Jubiläumsmedaille „Zum Gedenken an den 100. Geburtstag von Wladimir Iljitsch Lenin“
- Medaille „20. Jahrestag des Sieges im Großen Vaterländischen Krieg 1941–1945“
- Medaille „30. Jahrestag des Sieges im Großen Vaterländischen Krieg 1941–1945“
- Medaille „40. Jahrestag des Sieges im Großen Vaterländischen Krieg 1941–1945“
- Medaille „50. Jahrestag des Sieges im Großen Vaterländischen Krieg 1941–1945“
- Medaille „60. Jahrestag des Sieges im Großen Vaterländischen Krieg 1941–1945“
- Medaille „50 Jahre Streitkräfte der UdSSR“
- Medaille „60 Jahre Streitkräfte der UdSSR“
- Medaille „Veteran der Arbeit“